# Koncentracijski logor Kampor
Koncentracijski logor Kampor (Rab) bio je talijanski fašistički koncentracijski logor u Drugom svjetskom ratu. Osnovala ga je talijanska okupatorska vlast na otoku Rabu srpnju 1942. u blizini Kampora.
Logor je raspušten u rujnu 1943. nakon kapitulacije Italije.
U koncentracijskim logoru nalazilo se približno 15.000 zatočenika, i to uglavnom Hrvata iz Gorskog kotara, Židova i Slovenaca. Od gladi i teških uvjeta života, posebice u zimskom i ljetnom razdoblju umrlo je više od 4000 ljudi (od kojih je imenom i prezimenom poznato tek 1490), uključujući više od 150 djece ispod 15 godina. Daljnih 800 osoba je umrlo pri kasnijim transportu u druge koncentracijske logore u Italiji, kao primjerice u Koncentracijski logor Gonars i Padovu.
Od 15.000 zatočenika život je izgubilo ukupno 20 posto.
Godine 1953. na području logora izgrađen je spomen park, kojeg su izgradili zatvorenici na prisilnim radu u logoru na Golom otoku. Projekt za izgradnju spomen groblja napravio je slovenski arhitekt Edvard Ravnikar.
Postojanje tog koncentracijskog logora bilo je malo poznato izvan Hrvatske i Slovenije. Godine 2003., talijanski premijer Silvio Berlusconi izazvao je burne reakcije s izjavom da "talijanski fašisti protivnike svojeg režima nisu slali u koncentracijske logore, nego samo na interni egzil".

## Vanjske poveznice
- Webstranica spomen muzeja u Kamporu  Arhivirana inačica izvorne stranice od 27. svibnja 2010. (Wayback Machine)
- spomen muzeja u Kamporu  Arhivirana inačica izvorne stranice od 23. studenoga 2011. (Wayback Machine)
- International Herald Tribune: Survivors of war camp lament Italy's amnesia[neaktivna poveznica]
- http://www.ua-rab.hr/index.php/talijanski-fasisticki-logor-kampor  Arhivirana inačica izvorne stranice od 28. srpnja 2019. (Wayback Machine)
- http://www.cro-eu.com/forum/index.php?action=printpage;topic=1981.0  Arhivirana inačica izvorne stranice od 28. srpnja 2019. (Wayback Machine)